# Hanna Etemadi

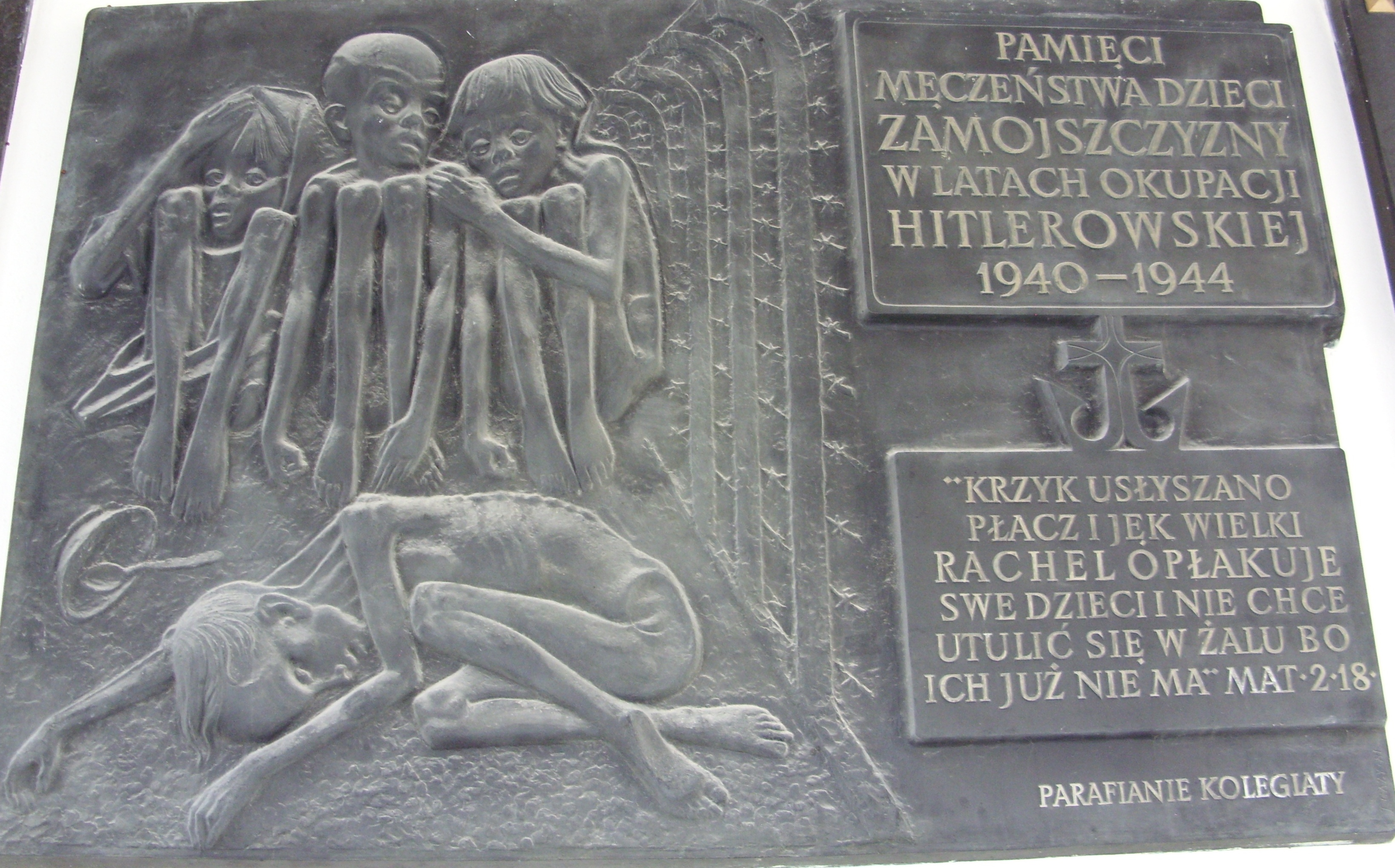
Dzieci Zamojszczyzny, bohaterowie jednego z filmów Hanny Zofii Etemadii, tablica w Zamościu

Hanna Zofia Etemadi, z domu Polanowska (ur. 16 maja 1936 w Lublinie) – polska reżyser filmowa i scenarzystka.

## Życiorys
Urodziła się w rodzinie Leona Pokrywki i Zofii, z domu Krzyżanowskiej, absolwentów Katolickiego Uniwersytetu Lubelskiego. Podczas II wojny światowej i niemieckiej okupacji w Polsce rodzice działali w  polskim ruch oporu. Jej matka ratowała dzieci z Zamojszczyzny.
Od 1963 r. pracowała w Telewizji Polskiej. Jest reżyserką filmów dokumentalnych. W 2015 roku odznaczona Brązowym Medalem „Zasłużony Kulturze Gloria Artis”. Jest laureatką Platynowej Szabli za całokształt artystycznej twórczości filmowej poświęconej historii i tradycjom obronnym w kategorii filmu dokumentalnego na VII Międzynarodowym Festiwalu Filmów Historycznych i Wojskowych w Warszawie (2016). W 2025 otrzymała Srebrny Medal „Zasłużony Kulturze Gloria Artis”.
Hanna Zofia Etemadi otrzymała również nagrodę im. Janusza Kurtyki za całokształt twórczości w dziedzinie totalitaryzmów na I Międzynarodowym Festiwalu Filmów o Totalitaryzmach „Echa Katynia”.
Jej film pt. „Listy śmierci. Akcja Inteligencja” otrzymał nagrodę specjalną na X Międzynarodowym Festiwalu Filmów Historycznych i Wojskowych w Warszawie w 2019.

## Wybrana filmografia
reżyser
- Marek Hłasko bez mitów  (1994)
- Tadeusz Gajcy (1995)
- Andrzej Trzebiński "Łomień" (1997)
- Nuta człowiecza (1998)
- Dzieci Zamojszczyzny (1999) Film o Dzieciach Zamojszczyzny[9]
- Leon Zdzisław Stroiński ps. Chmura (2010)
- Palmiry. Polski Katyń (2012)
- Róża i Jan (2013) Film o Róży i Janie Tomaszu Zamoyskich[10]
- Delegat. Jan Piekałkiewicz (2013
- Trzeci front (2014)
- Śpiew syreny (2014)
- Akcja AB (2014)
- Kobieta walcząca. Senator Helena Jaroszewicz (2015)
- Tajemnica śmierci wojewody (2016)
- Julian Kulski i zarząd miejski okupowanej Warszawy (2016)
- Stefan Starzyński. Śledztwo umorzono (2017)
- Ostatni z Wachlarza (2018)
- Krzyż ponad swastyką (2020)
- Szwedzkie Góry. Ostatnie ogniwo (2022) Film o Egzekucji na Szwedzkich Górach
- Indeks i karabin (2022)[4].